# Tornoconia royi
Tornoconia royi är en fjärilsart som beskrevs av Emilio Berio 1966/67. Tornoconia royi ingår i släktet Tornoconia och familjen trågspinnare. Inga underarter finns listade i Catalogue of Life.